# Aboutness
Aboutness er en term i angelsaksiske teoridannelser vedrørende emne og emneanalyse og i filosofi, hvor det ofte beskrives som synonymt med intentionalitet. I mangel af en egnet dansk term ses "aboutness" også nogle gange anvendt på dansk. 
Begrebet vandt især frem i Biblioteks- og informationsvidenskab fra midten af 1970'erne, hvor den blev foreslået af lingvisten W. J. Hutchins (jf. Hutchins, 1975, 1977, 1978). Hutchins mente at "aboutness" var et bedre begreb end "emne" fordi det fjerner nogle erkendelsesteoretiske uklarheder. Hjørland (1992, 1997) har imidlertid argumenteret for at "nissen flytter med", at de samme teoretiske problemer gør sig gældende i begge begreber, og at "aboutness" og "emne" derfor bør opfattes som synonyme. 